# Douglas da Silva
Douglas da Silva (* 7. März 1984) ist ein ehemaliger brasilianischer Fußballspieler.

## Karriere
Douglas begann seine Profikarriere beim Avaí FC und spielte anschließend für Associação Ferroviária de Esportes. Im Sommer 2004 wechselte er nach Israel zu Hapoel Kfar Saba in die zweithöchste israelische Liga. Dort stieg man auf Anhieb auf und mit dem zehnten Platz in der Saison 2005/06 wurde die Klasse im Jahr darauf erhalten. In der Winterübertrittszeit 2006/07 wechselte er für ein halbes Jahr leihweise nach Lettland zum FC Daugava Daugavpils. Dort wurde er mit dem Verein am Ende Fünfter der lettischen Liga.
Im Sommer 2007 kehrte er nach Israel zurück und spielte bis zum Ende der Saison 2007/08 bei Hapoel Kfar Saba. In dieser Saison stieg der Verein wiederum aus der Ligat ha’Al ab. Nun wechselte Douglas zu Hapoel Tel Aviv, wo er in seiner ersten Saison als Stammspieler Vizemeister in Israel wurde.
Douglas da Silva wechselte zum 1. Januar 2011 für eine Ablösesumme von 2,6 Millionen Euro zum FC Red Bull Salzburg. Beim letzten Testspiel vor Beginn der Frühjahrssaison gegen Slovan Liberec verletzte er sich aber so schwer, dass er bis November 2011 ausfiel. Sein erstes Meisterschaftsspiel für Salzburg bestritt er beim 6:0-Sieg am 26. November gegen SV Kapfenberg. Am 7. Januar 2013 wurde Douglas für ein Jahr nach Brasilien an den Figueirense Futebol Clube verliehen.
Im Januar und im Februar 2014 stand da Silva im Kader des FC Red Bull Salzburg, wurde aber im Februar 2014 nach Brasilien an Vasco da Gama aus Rio de Janeiro ausgeliehen.
Zum 1. Januar 2015 wurde da Silva ablösefrei von Red Bull Salzburg an Vasco da Gama abgegeben. Dort erhielt da Silva einen Vertrag bis Ende 2017. Dieser wurde noch im selben Jahr vorzeitig beendet. Danach tingelte er noch bis zu seinem Karriereende 2021 durch diverse Klubs.

## Erfolge
- Aufstieg in die höchste israelische Spielklasse 2005
- Israelische Meisterschaft 2009–2010 (Hapoel Tel-Aviv)
- Israelischer Pokalsieger 2009–2010 (Hapoel Tel-Aviv)
- Österreichischer Meister: 2012
- Österreichischer Cupsieger: 2012